# هارون فوكس
هارون فوكس (بالإنجليزية: Aaron Fox)‏ هو عالم إنسان أمريكي، ولد في 12 يوليو 1964.